# HD 447
HD 447 — звезда в созвездии Пегаса. Находится на расстоянии около 375 световых лет от Солнца.

## Характеристики
HD 447 — звезда F-класса 7,114 зв. величины, не видимая невооружённым глазом. Впервые в астрономической литературе она упоминается в каталоге Генри Дрейпера, изданном в начале XX века. Она имеет массу, равную 1,74 массы Солнца. Возраст звезды оценивается приблизительно в 1,4 миллиарда лет. Светимость в 16 раз больше солнечной. По радиусу звезда в 3 раза больше радиуса Солнца, температура поверхности составляет около 6700 К. Планет в данной системе пока обнаружено не было.
Наблюдения с помощью спектрографа HIRES показали наличие у звезды невидимого объекта массой около 55 масс Юпитера на орбите периодом 38 лет. Снимки звезды на телескопе Кека с помощью камеры NIRC2 подтвердили реальность объекта, находящегося на расстоянии 11,3 а. е. Согласно измерениям лучевой скорости звезды орбита коричневого карлика имеет большой эксцентриситет (e=0,7).